# Kostel svatého Martina (Dolní Benešov)
Kostel svatého Martina je římskokatolický farní kostel římskokatolické farnosti Dolní Benešov, která se nachází na katastrálním území města Dolní Benešov v okrese Opava. V roce 1964 kostel s kaplí a ohradní zdí byl zapsán do Ústředního seznamu kulturních památek České republiky.

## Historie
Kostel byl pravděpodobně stavěn už kolem roku 1678 na místě původního dřevěného kostela. Písemná zmínka, že kostel je zděný z kamene, nově postavený a krytý klenbou je uvedeno ve farní kronice v roce 1691. V roce 1723 byla přistavěna kaple svatého Josefa.
Z roku 1770 pochází zpráva o dvou zvonech s názvem Josef a Salvator, tyto byly v roce 1856 přetaveny na nové zvony. V roce 1971 byly nové zvony zakoupeny v Německu a 14. srpna 1971 vysvěceny olomouckým kapitulním vikářem Mons. Josefem Vranou. Zděná věž byla přistavěna v období 1862–1863.

## Architektura

#### Exteriér
Barokní kostel se stroze dekorovaným exteriérem je jednolodní orientovaná zděná omítaná stavba na obdélném půdorysu s pravoúhlým odsazeným závěrem. Ke kněžišti ze severní strany (evangelijní strana) je přistavěna kaple s oratoří, na jižní straně je patrová sakristie s oratoří. K západnímu průčelí je přistavěná hranolová věž v eklektickém stylu se sdruženými okny ve zvonovém patře a zakončena vysokou polygonální jehlanovou střechou. Dvojúrovňová sedlová střecha je nad lodí a kněžištěm na hřebenu lodi v její východní části je sanktusník s jehlanovou střechou. Fasády jsou členěny lizénami a korunovou římsou, která prochází mezi patry věže. Hlavní vchod v západním průčelí věže tvoří sedlový portál s půlkruhovým tympanonem.
Na severní zdi jsou tři renesanční náhrobky.

### Interiér
Loď, kněžiště a kaple mají valenou klenbu s výsečemi. Hrany klenby jsou vytaženy do hřebínků. Klenba v lodi je zdobena štukovými pásy s rostlinnými motivy a obrazci z hlav andílků. Kruchta je posazena na dvou pilířích s patkou mezi nimiž jsou oblouky, které nasedají na archivoltou zdobenou římsu pilířů. Klenby pod kruchtou, v oratoři nad kaplí, sakristii a v podvěží jsou křížové s hřebínky. Oratoř nad sakristií je sklenuta valeně. Varhany od opavského varhanáře Karla Kuttlera byly na kruchtu instalovány v letech 1843–1844.

## Ohradní zeď a kaple
Areál kolem kostela vymezuje zděná omítaná ohradní zeď se vstupní branou mezi zděnými pilíři a brankou. Vedle branky v ohradní zdi je zděná omítaná aspidální kaple orientovaná ke kostelu. Půdorys je půlkruhový, průčelí zdobeno pilastry a prolomeným štítem.

### Poznámka
1. ↑  Na začátku druhé světové války byly rekvírovány.